# Lake Orion
Lake Orion falu az USA Michigan államában, Oakland megyében. Lakosainak száma 2876 fő (2020. április 1.).

## Népesség
A település népességének változása:

| 2010 | 2 973 |
| 2020 | 2 876 |